# 斯威特沃特 (德克薩斯州)
斯威特沃特（英語：Sweetwater）是一個位於美國德克薩斯州諾蘭縣的城市。根據2010年美國人口普查，該地共人口10906人，而該地的面積約為26.00平方千米。同時該地也是諾蘭縣的縣治。

## 地理
斯威特沃特的座標為32°28′05″N 100°24′26″W / 32.46806°N 100.40722°W，而該地的平均海拔高度為661米（即2169英尺）。